# Залишені (фільм, 1969)
«Залишені» (англ. Marooned) — американський фантастична кінодрама режисера Джона Стерджеса, знята за сценарієм Мейо Симона. Стрічка була випущена в 1969 році. Телевізійний варіант фільму, який вийшов у США, відомий під назвою Space Travelers («Космічні мандрівники»). Кінофільм знятий за однойменним романом Мартіна Кейдіна.
Сюжет кінокартини містить історію про перебування трьох американських астронавтів під час на орбіті Землі з обмеженим запасом кисню. Керівництво NASA розробляє надзвичайний план з порятунку потерпілих. У критичний момент на допомогу дослідникам космосу разом з американським рятівним кораблем приходить і радянський космічний апарат.
Серед досягнень стрічки можна назвати номінації на «Оскар» у трьох категоріях та перемога у розділі «Найкращі спеціальні ефекти». Зібравши всього 4 млн доларів в домашньому прокаті, картина не здобула популярності у глядачів. Фільм отримав суперечливі відгуки критики, проте мав великий вплив на існування американської космічної програми. Вихід на екрани «Залишених» згодом дав поштовх для розвитку космічних програм : «Аполлон», «Союз-Аполлон». Стрічка скорегувала плани науковців щодо можливого порятунку астронавтів з орбіти в разі надзвичайної ситуації.

## Сюжет
Дія картини відбувається приблизно на початку 1970-х років. Космічний корабель «Ironman One» повертається додому, завершуючи свою п'ятимісячну дослідницьку програму на орбітальної станції «Saturn-4B». Після відділення посадкового модуля від станції екіпажу не вдається включити запалювання основних ракетних двигунів. Корабель з трьома астронавтами Джимом Прюїтом, Баззом Ллойдом і Клейтоном Стоуном всередині зависає на навколоземній орбіті.
Всі науковці NASA на чолі з директором програми пілотованих польотів Чарльзом Кейтом, почали розв'язувати проблему, яка загрожувала життю членів екіпажу. Кейт навіть звертається до керівників космічної програми СРСР за допомогою, натомість не отримує чіткої відповіді. Кисню у полонених космосу залишилося приблизно на 42 години. Інженери пропонують варіант запустити в стратосферу ракетоплан X-RV експериментальної конструкції, щоб потім можна було пересадити астронавтів на цей корабель, а згодом повернутися на Землю. Подібний план заздалегідь не відпрацьовувався, але президент США погоджує цю ризиковану місію. Дружини астронавтів, сповнені тривоги, очікують результатів рятівної операції.
Старту рятувальному кораблю X-RV заважає ураган, який розпочався в околицях мису Канаверал. Нарешті ракетоплан покидає поверхню Землі в затишшя через око урагану. Тим часом на борту «Ironman One» виникає сварка за поділ залишків кисню між астронавтами. Капітан корабля Прюїт виходить у відкритий космос, нібито для ремонту, а екіпаж, який потерпає від нестачі кисню, навіть не відразу здогадується, що командир просто зібрався їх залишити напризволяще. Ллойд і Стоун лишають межі свого корабля і намагаються повернути Прюїта, але той кінчає життя самогубством, розгерметизувавши свій скафандр. Тіло загиблого астронавта відлітає у відкритий космос.
Двоє астронавтів страждають через кисневе голодування і поступово починають втрачати свідомість. Несподівано в околицях корабля з'являється радянський космічний апарат. Радянський космонавт намагається зв'язатися з американцями і подає їм сигнали жестами. Керівник програми польотів Чарльз Кейт з центру управління віддає наказ своїм двом своїм підлеглим, які лишились живими, перейти на російський космічний корабель. Ллойд і Стоун ледве розуміють, що відбувається зовні своєї космічної домівки, але виконуючи наказ Кейта, покидають її. Стоун штовхає тіло непритомного Ллойда в напрямку радянського корабля, але радянському космонавту не вдалося його зловити. Нарешті, американський корабель перехоплює рятувальний X-RV, керований Тедом Доерті. Постраждалого Ллойда, який зовсім не контролює себе, в останній момент вдається зловить у відкритому космосі Теду. Радянський космонавт тим часом встигає передати балон з киснем Стоуну, що помирає. Доерті переносить на борт X-RV потерпілих і повертається на Землю.

## Історія створення
У 1964 році вийшов у світ науково-фантастичний роман американського письменника Мартіна Кейдіна «Marooned». У книзі описувалася місія корабля типу «Меркурій», який, за участю радянських космонавтів, рятує після катастрофи на навколоземній орбіті апарат «Джеміні».
На хвилі зростання уваги громадськості до численних подій в космічній гонці роман Кейдіна зацікавив продюсера Френка Капре. У березні 1964 року Columbia Pictures придбала права на екранізацію. Аж до 1966 року Капре не вдавалося почати знімальний процес картини через організаційні труднощі. Продюсерові відразу вдалося заручитися підтримкою NASA, але початковий сценарій не відповідав передбачуваного бюджету (3 млн доларів). Знімальна група не могла завершити підбір акторів. Промоутер проводив попередні переговори про участь у фільмі з зірками першої величини: Кірк Дугласом, Джеком Леммоном, Софі Лорен та з іншими. Головну роль командира корабля Пюїта повинен був зіграти Стюарт — давній партнер Капре по багатьох роботах, але у квітні 1965 року актор оголосив про свою відмову працювати в цьому кінопроєкті. Біографи продюсера вважають, що ця відмова стала однією з основних причин завершення в травні 1966 року Капре своєї багаторічної успішної кар'єри в кінобізнесі:644.
Інтерес до сюжету роману відродився після трагедії «Аполлона-1» (1967). Кермо управління незакінченим кінопроєктом було передане синові Френка Капре — Френку Ворнер Капре:644. До роботи над космічною сагою залучили ветерана студії Columbia Pictures Джона Стерджеса. Його попередня картина-«Полярна станція „Зебра“» за сюжетом також нагадувала «Залишених»: в основу сюжету лягла зустріч радянських військових і американського підводного човна в льодах Арктики. Перший варіант сценарію написав Волтер Ньюман. Цей митець відомий кіноспільноті своєю співпрацею з Джоном Стерджесом, який зняв фільми на військову тематику і вестерни: «Велика втеча» та «Чудова сімка». Проте потім Мейо Сімона запропонував інший варіант, який влаштував продюсера:643.
1969 рік виявився дуже завантаженим для Грегорі Пека. Актор повинен був отримати головну роль у фільмі «Полярна станція «Зебра», але через проблеми з бюджетом картина була знята кіностудією MGM з Роком Хадсоном у головній ролі. В планах у Пека було знятися у Стенлі Кубрика у картині про Громадянську війну в США, але Кубрик передумав і взявся за «Космічну Одіссею». Стрічка згодом справила таке враження на Грегорі Пека, що він вирішив прийняти запрошення і знятися у науково-фантастичній картині. Гонорар актора склав близько 600 000 доларів:268. У підсумку Пек приєднався до солідного акторського ансамблю «Залишених», в якому вже були Джин Гекмен, Річард Кренна та інші відомі виконавці:173. Для Джина Гекмена запрошення на фільм стало проривом до головних ролей, до цього він був відомий по роботах у рекламі, на телебаченні й виконання другорядних персонажів.
Зйомки фільму йшли спільно з виконанням місячної програми, і глядачі постійно спостерігали телевізійні трансляції, добре орієнтувалися в технічних деталях. У зв'язку з цим автентичність відігравала велику роль у зйомках. NASA зробило всіляке сприяння, дозволивши провести зйомки деяких епізодів у командному центрі в Х'юстоні і мисі Канаверал:268. Для зйомок знадобився дуже великий павільйон, який не мала Columbia Pictures, і його довелося орендувати в MGM. Ефекту невагомості спочатку намагалися досягти зйомками під водою, але технології того часу не дозволяли правдиво відобразити зйомки в басейні як космічні на екрані. Таким чином, була обрана більш традиційна технологія. Акторів і моделі кораблів підвішували на дроті на фоні спеціально побудованого фону, що імітує зоряне небо:154.
Спочатку планувалося, що музику для фільму напишуть початківці композитори Венді Карлос і Рейчел Елкінд. Надалі режисер і продюсер переглянули свої погляди та вирішили, що картина буде взагалі без музики.
Старт зйомок припав на початок 1969 року. У лютому до творчої групи приєднався Грегорі Пек, який тільки закінчив у Тайвані роботу над попередньою картиною «Голова». Зйомки фільму зайняли близько 5 місяців і закінчилися в травні 1969 року:342. Прем'єра картини відбулася в Нью-Йорку 10 листопада 1969 року, через чотири місяці після історичної посадки модуля «Аполлон-11» на поверхню Місяця:268.

## Подальша доля
В прокаті «Залишених» чекав повний провал, і картина зібрала в касі тільки 4 млн дол., не відбивши свій бюджет. Однак фантастична драма отримала премію «Оскар» за спеціальні ефекти і була помічена фахівцями і критиками.
У 1980-х років картина була перемонтована компанією Film International Ventures під назвою Space Travelers і випущена заново у варіанті для кабельної мережі. У 1991 році компанія Columbia Pictures віддала права на фільм у суспільне надбання. У 1992 році картина була спародійована в популярному науково-фантастичному серіалі Mystery Science Theater 3000:51 і придбала деяку популярність, вийшовши на VHS. У 2003 році стрічка пройшла ремастерінг і була випущена на DVD. Columbia TriStar відновила фільм в анаморфній широкоекранній проєкції формату 2,35:1. Якість відновлення фільму в цифрову версію було оцінене експертами сайту dvdverdict як досить низька.

## Історичне значення
«Залишені» — характерний представник свого часу, періоду активного освоєння навколоземного простору та польотів до Місяця. У 1968-1970 роках на екрани вийшов цілий ряд фільмів на космічну тему, таких як «Космічна одіссея 2001 року», «Подорож по той бік Сонця», «Зворотний відлік», «Штам Андромеда»:153. Громадськість з ентузіазмом ставилася до досягнень науки і космічними програмами. Слова героя «Залишені» Чарльза Кейта про те, що політ до Місяця — лише перший крок у подальшому освоєнні космосу, відображали настрої суспільства того часу. Однак ні слушний момент, ні зоряний акторський склад і іменитий режисер не врятували картину від касового провалу. Це сталося через те, що вона опинилася в тіні «Одіссеї 2001 року» і реальних космічних польотів:116. При всьому цьому картина була високо оцінена в NASA і мала значний вплив на подальші космічні програми.
Сценарій картини озвучив питання, яке одразу опинилось на слуху громадськості після першого космічного польоту: хто і як допоможе людям в космосі в аварійному випадку?:364 Проблема порятунку з орбіти з фантастичної ставала актуальною:53. Сюжет «Залишених» виявився своєрідно протиставлений картині «Зворотний відлік», яка вийшла роком раніше. У фільмі Роберта Олтмена розглядався гіпотетичний сценарій місячної гонки СРСР і США. Американська влада погоджується заради перемоги над супротивником закинути свого представника на Місяць без певних шансів на повернення, тільки заради престижу. Фільм «Залишені» розглядав не такий цинічний і фантастичний варіант розвитку подій, але також пов'язаний з лихом в космосі.
Після виходу фільму Стерджеса на екрани NASA та її підрядники, включаючи North American Rockwell, повністю переглянули плани порятунку космонавтів зі станції «Скайлеб». У результаті в 1970 році почалася розробка програми Skylab Rescue, і в 1973 році після серії інцидентів з програмою «Скайлеб-3» у NASA були готові її запустити, але в останній момент призупинили процедуру підготовки до старту рятувальної команди.
Астронавт Джим Ловелл згадував, що в 1969 році він з дружиною пішов на прем'єру «Залишених». Через кілька місяців він виявився залучений в події, досить точно передбачені в фільмі. Троє астронавтів з обмеженим запасом кисню виявилися замкнені в космічному кораблі без певних планів на порятунок:216.
Увечері 13 квітня 1970 року Джеррі Вудфіл, інженер з команди наземної підтримки проєкту «Аполлон», повернувся з кінотеатру з сеансу «Залишених». Через дві години після цього Джеррі розбудив телефонний дзвінок. Його викликали в командний центр — «Аполлон-13» терпів лихо, і необхідно було швидко знайти нестандартне рішення. Інженери Джеррі Вудфіл і Арт Кампос пізніше згадували про те, як події, показані у фільмі, безпосередньо вплинули на хід їхніх міркувань, який привів їх до правильного рішення. Одним з варіантів порятунку, обговорювалися героями картини, була недокументована можливість підзарядки батарей від запасного комплекту. Те ж саме можна було зробити і з реальним місячним модулем «Аполлона». Так само як у фільмі, інженери спочатку спробували це зробити на наземній копії корабля і потім передали інструкції астронавтам.
Безпосередні очевидці назвали безліч збігів між фільмом і подіями місії «Аполлон-13»:
- первісне помилкове припущення про те, що проблеми з модулем виникли з-за удару метеорита;
- характер пресконференції, яку провів шеф програми NASA Кріс Крафт під час кризи з «Аполлоном-13»;
- метеорологічний прогноз повідомив про можливу бурю перед стартом «Аполлона-13»;
- медики розглядали варіант того, що екіпажу «Аполлона-13» для скорочення споживання кисню має сенс прийняти снодійне і заснути[21].

«Залишені» зробили вплив на цілий ряд картин, що вийшли згодом: «Армагеддон», «Аполлон-13», «Зіткнення з безоднею» та інші:217:52.

## Програма «Союз— Аполлон»
Картина справила значний вплив на радянсько-американські відносини в космічній сфері. Книга Мартіна Кейдина була відома в СРСР, оскільки вийшла в російському перекладі ще в 1967 році. Час виходу картини на екрани збіглося з періодом деякого потепління стосунків між двома наддержавами. Обидві сторони вже на практиці неодноразово стикалися з нештатними ситуаціями в космосі, і необхідність у пошуку спільного рішення усвідомлювалася по обидві сторони залізної завіси. 11-12 травня 1970 року в Москві відбулася зустріч між Мстиславом Келдишем та Філіпом Хендлером. Президент американської національної академії наук незадовго до цього побачив фільм Стерджеса і, як він сам згадував, він не виходив у нього з голови. Хендлер описав у ході зустрічі сценарій «Залишених» і зробив акцент на тому, що радянський космонавт в американському фільмі рятує американського і стає героєм. Це справило відповідне враження, і сторони дійшли згоди за ключовими пунктами партнерства в космічній програмі:9.
Переговори призвели надалі до виконання програми «Союз-Аполлон», яка спочатку замислювалася як можлива взаємна рятувальна операція. Безпосереднім прикладом співпраці сторін стала розробка конструкції сумісного стикувального вузла АПАС для орбітальних станцій СРСР і США, яка використовується і у XXI столітті. Дональд Слейтон, що став прообразом героя фільму Теда Доерті, який підтверджував, що картина хоч і не привернула особливих глядацьких симпатій, але справила велике враження на керівників космічних програм обох країн.
Про фільм двічі згадує у своїй книзі «Ракети і люди» Борис Черток. «Залишених» показували на закритому кіносеансі для лідерів радянської космічної програми, спільно з ще незакінченим фільмом «Приборкання вогню». В той момент приймалося рішення про подальшу долю «Приборкання вогню» і можливості його виходу на широкий екран. Також у своїй книзі Черток написав про те, що, на його думку, американська картина розрекламувала «Спейс шаттл» і сприяла збільшенню асигнувань на цю програму:41.

## Критика
Картина була дуже красномовно зустрінута критикою. Візуальна складова, режисура і робота оператора були в цілому високо оцінені:51. Оглядач тижневика «Variety» позитивно відгукнувся про спеціальні ефекти, хоча більшість критиків вирішили, що вони виглядали не настільки вражаюче, як у виданому раніше фільмі Кубрика. Джеф Ровін у своїй книзі «Спеціальні ефекти в кінематографі» зазначив, що космос у фільмі виглядав дуже ненатурально навіть для свого часу, а «Оскар» дістався фільму тільки тому, що конкуренція в тому році була слабкою:154.
Творці вибрали варіант розвитку подій, при якому психологічне напруження, діалоги, саспенс переважають над дією. Неквапливий розвиток подій цілком відповідав духу сценарію, однак було відзначено, що дія дуже неспішна і навіть методична, більш відповідна документальному фільму, хоча сценарій був задуманий як розважальний. Фільм виявився нейтральним, без чітко розставлених акцентів:153:156.
Тема, започаткована вперше в картині «Робінзон Крузо на Марсі», що характеризується відомою фразою-кліше «Х'юстоне, у нас проблема!», була продовжена у «Залишених»:176. Розбіжність між непередбачуваним людським фактором і холодним розрахунком знаходить в картині несподіваний розвиток:153. Для екшн-фільмів минулого було характерно те, що герої самі знаходили вихід зі складних ситуацій, практично завжди опиняючись активними дійовими особами. Космічні опери 1960-х років відкрили нову традицію. Головний герой опиняється в пасивному положенні і втрачає свою індивідуальність. Астронавти, замкнені на борту, не можуть нічого зробити, і найбільш правильним виявляється повна бездіяльність і очікування на порятунок, яке прийде ззовні.
Велика кількість технічних деталей, хоча й додало правдивості, але не сприяло видовищності картини і втомлювала глядачів. Вів'єн Собчак у своїй книзі «Космос на екрані» привела «Залишених» як негативний приклад того, до чого може призвести надмірне захоплення технічним жаргоном:152. Полін Кейл, давши в цілому невтішну оцінку картині, так відгукнулася про сюжет: «Створюється враження, що сценарист ніколи в житті не бачив живих людей»:107. Сакральний сенс набувають прилади, датчики і їх свідчення, що читаються монотонним голосом, позбавленим емоцій. Важливою дійовою особою, як і в багатьох фантастичних стрічках, стає сам космічний корабель, що нагнітає атмосферу обмеження волі і життєвих ресурсів. Посадковий модуль з порятунку може легко перетворитися в труну для трьох астронавтів, що і є лейтмотивом фільму:71:199. У пародії 1992 року на «Залишених» в епізоді серіалу «Mystery Science Theater 3000» ситуація була висміяна таким гегом: для астронавтів на борту спеціально створили безліч тумблерів і перемикачів. Насправді ж вони встановлені тільки для вигляду і заспокоєння команди, але ніяк не впливають на політ корабля:51. Сюжетний хід, пов'язаний з дружинами і подругами, що залишилися на Землі, став після «Залишених» вельми популярний (можна згадати «Армагеддон» та «Аполлон-13»). Сцена прощання з дружинами, однак сприймалася критиками як надмірно мелодраматична і не вписується в настрій картини:27.
Оглядач «Life» зазначив, що сценарій картини слабо збалансований і рясніє вкрай напруженими сюжетними ходами, такими як старт корабля через око урагану або чудесна поява радянського космічного апарата біля «Ironman One» в найбільш потрібний момент. Говард Томпсон (New York Times) назвав картину амбітним проєктом, який став в результаті не більш ніж сумлінною роботою. Картина, яка задумувалася як захопливий трилер, завершується тим, що навіть не можна назвати кульмінацією. Кінцівка фільму вийшла невиразною, надто короткою і зім'ятою. Режисуру критик оцінив високо, хоча акторську гру зустрів зі стриманою похвалою. Роджер Еберт («Chicago Sun») іронічно зазначив, що метод Станіславського безсилий, коли актор в скафандрі пристебнутий до крісла, і на голові у нього гермошолом. Грегорі Печу не сподобався власний персонаж, якого він називав ходульним і емоційно обмеженим:88.
Слідуючи моді 1960-х років, розпочатої ще в «Птахах», творці «Залишених» теж вирішили повністю відмовитися від музики у фільмі. Як супровід залишили тільки мову, звуки і шуми технічного походження. Як такого композитора у фільму не було, і ці експерименти були записані звукорежисером Артуром Піантадоцци. Експерти американського журналу «High Fidelity» відзначили цікавий підхід спеціальною премією:112. Звуковий супровід фільму також було відзначено номінацією на «Оскара», хоча, поряд з перевантаженістю технічними деталями, механічний звуковий супровід картини не знайшов відгуку у масового глядача.
Оглядач журналу «Slant Magazine» Метт Моул дав таку загальну оцінку фільму:

«Залишені» непогано передають космічну частину історії. Спеціальні ефекти на високому рівні, хіба що кілька невдалих кадрів на «синьому екрані» випадають із загальної картини. Записати дихання космонавтів в їх мікрофони просте, але елегантне рішення Стерджеса у звуковому супроводі, точно передає характеристики персонажів. Версія космічного польоту Стерджеса пробрала мене нітрохи не менше, ніж варіант Кубрика.
Оригінальний текст (англ.)
But Marooned gets most of the space right stuff. And except for a few clumsy matte shots, the special effects are top notch. Sturges also deliberately lets microphones on the astronauts pick up their breathing. This simple but neat sound trick adds a subtle dimension to their characterization. In a different way, I found myself pulled into Sturges's version of space flight just as strongly as Kubrick's
— 

## Прогрес і технічна достовірність
У 1950 році початком нового етапу в кінофантастиці став фільм «Місце призначення — Місяць» з вельми правдоподібним для свого часу зображенням експедиції на Місяць. За двадцять років фантастичні фільми повністю змінилися в плані подачі космічних польотів і правдивості деталей. У фільмах 1950-х років космічна ракета зображувалася так, як її представляли художники: срібляста веретеноподібна конструкція — одноступеневий аналог «Фау-2». Місця всередині ракети більш ніж достатньо:52.
У 1960-х роках популярною стала «реалістична» фантастика, її яскравий приклад — «Залишені», і більш ранній зразок, що наближається до технічної правдоподібності «Планета бур» (1962). Зовнішнє і внутрішнє оформлення корабля тепер було близько до справжніх космічних станцій. Місця для людей всередині тісного посадкового модуля було рівно стільки, скільки необхідно для виживання, а це вже докорінно змінювало всю інтригу. Продюсер картини Мітчелл Франкович вважав, що «Залишені» не фантастика і так відгукнувся про свою роботу:153.

Цей фільм розповідає про факти, а не наукову фантастику. Все, що показано могло трапитися. Давайте не будемо годувати астронавтів, NASA і глядачів черговою порцією космічної нісенітниці.
Оригінальний текст (англ.)
This is to be a space-fact film, not science fiction. What happens in the picture could happen. Lets not insult the astronauts, NASA, or the American public with a bunch of cheap space guff.
— 
Підготовка реквізиту, декорацій і моделей стала прикладом ретельного опрацювання всіх дрібниць. Моделі космічних кораблів були репліками цих станцій. Зовнішнє і внутрішнє оформлення орбітальної станції значною мірою повторював дизайн «Скайлеб» (проєкт, який на момент зйомок існував тільки в макетах), а посадковий модуль створювався за мотивами «Apollo CSM». У ході зйомок використовувалися справжні крісла, розроблені для проєкту «Аполлон»:173. Скафандри астронавтів створювалися, як досить точна копія моделі A7L, включаючи фірмову нашивку NASA і впізнаваний «шолом-акваріум». Художники-постановники працювали спільно з фахівцями NASA і North American Aviation, і макети лише трохи доопрацьовані відповідно до вимог оператора і фахівця з візуальних ефектів. Так, зсередини кінематографічний рятувальний модуль «Iron Man One» менше, ніж реальний «Apollo CSM» — режисер хотів тим самим посилити гнітючий ефект замкнутого простору:173.
Радянський космічний корабель дуже нагадував «Схід». Американський крилатий космічний апарат X-RV відповідав проєкту X-24 і був у фільмі запущений на навколоземну орбіту за допомогою ракети носія Titan IIIC.
Хоча в окремих дрібницях картина до певної міри правдива, в цілому, основна інтрига картини малоправдоподібна, якщо розглядати її з погляду можливостей космонавтики 1970-х років. Рятувальна операція, ефектно виглядала на екрані, зовсім нереальна насправді і не могла бути підготовлена з такою швидкістю:216. Проте, фільм навіть згадували в одному ряду з «Одіссея 2001» та «Мовчазним бігом» серед тих картин, що "викривають місячну аферу: вже у 1968—1971 роках вони демонстрували високу якість спеціальних ефектів, які можуть цілком реалістично показати симульований на екрані космічний політ:500.

## Премії і номінації
- 1970 — премія «Оскар»
  - Премія «Оскар» за кращі візуальні ефекти (Роббі Робінсона)
- Номінації
  - Премія «Оскар» за кращу операторську роботу (Деніел Л. Фапп)
  - Премія «Оскар» за кращий звук (Ліс Фрешольц, Артур Піантадоцци).
- 1970 рік — премія Г'юго
  - найкраща постановка
- Премія журналу High Fidelity[en] за кращий звуковий супровід[47].

## Виноски
1. ↑  Також «Покинуті» та «Загублені»